# Jackson, Mississippi
Jackson är huvudstad i Hinds County, Madison County och Rankin County i delstaten Mississippi i USA, tillika delstatens största stad, och är belägen vid Pearl River. Jackson är administrativ huvudort (county seat) i Hinds County tillsammans med orten Raymond. Staden grundades 1822, döpt efter generalen och presidenten Andrew Jackson och har (år 2020) 153 701 invånare. Storstadsregionen Jackson Metropolitan Area, omfattande fem counties, har omkring 529 456 invånare (2006).